# Wärmestift

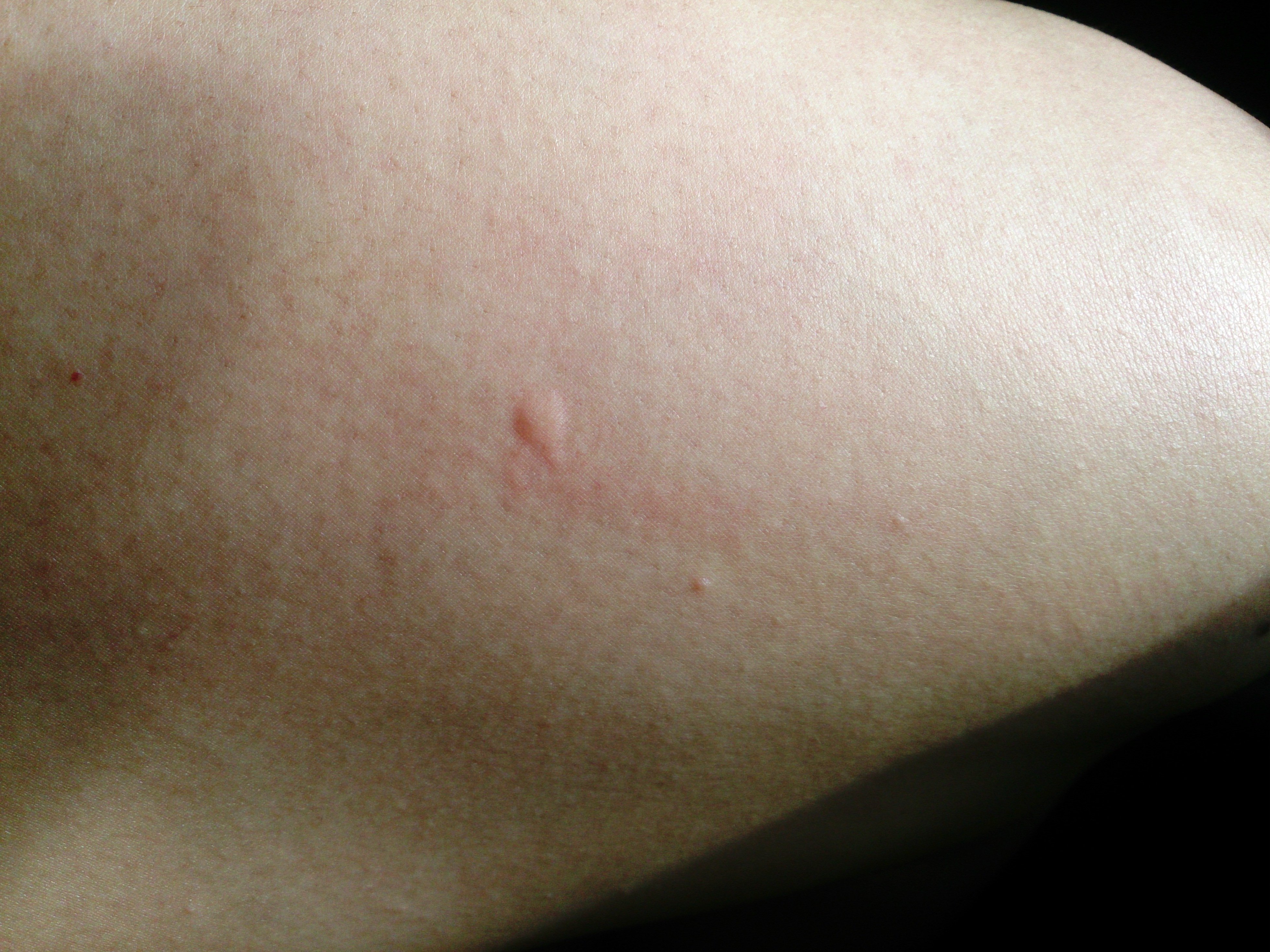
Mückenstich

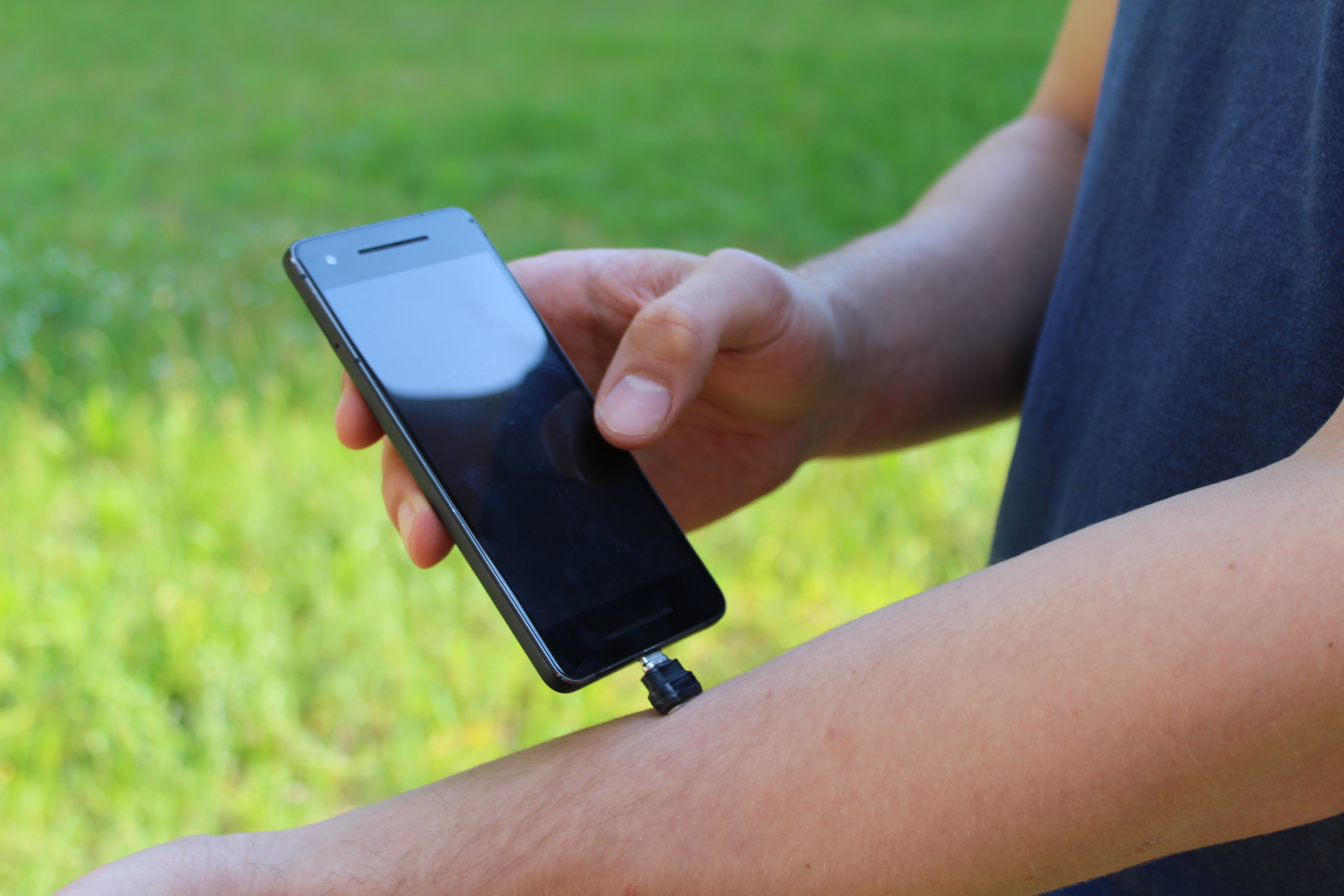
Smartphone-Stichheiler in Anwendung

Ein Wärmestift, auch Thermostift oder Stichheiler, ist ein Gerät zur Abmilderung der Auswirkungen eines Insektenstichs (z. B. Wespenstich oder Mückenstich) bzw. Insektenbisses durch kurzzeitiges Erhitzen der Haut.

## Form
Der Wärmestift ist entweder als Stift-artiges Gerät oder als USB-Stick-artiger Aufsatz für das Smartphone erhältlich, welcher über das Smartphone mit Energie versorgt und gesteuert wird.

## Wirkung
Ein Wärmestift verfügt an der Spitze über eine Keramik- oder Metallplatte, welche sich auf 50 bis 60 °C erhitzt. Die erhitzte Platte wird mit der vom Insektenstich betroffenen Hautstelle für 3 bis 10 Sekunden in Kontakt gebracht, wodurch sich die Haut kurzzeitig auf 50 bis 53 °C erhitzt (lokale Hyperthermie). Durch die Wärme werden unterschiedliche physiologische Vorgänge aktiviert. 
Die genaue Wirkung ist nicht bekannt, es werden verschiedene Mechanismen diskutiert. Beispielsweise wird davon ausgegangen, dass die Histaminausschüttung des Körpers reduziert oder die Reizweiterleitung des Juckreizes gehemmt wird. So kommt es zu einer Linderung der Symptome, beispielsweise wird ein Juckreiz vermieden. Durch die kurze Applikationsdauer wird die Haut nicht geschädigt. Die positive Wirkung des Wärmestifts konnte durch Studien, die allerdings von Herstellern finanziert wurden, bestätigt werden.
Der Stift kann laut Hersteller des Produkts auch zur Behandlung von Lippenherpes verwendet werden.